# St. Gangolf (Wolpertswende)

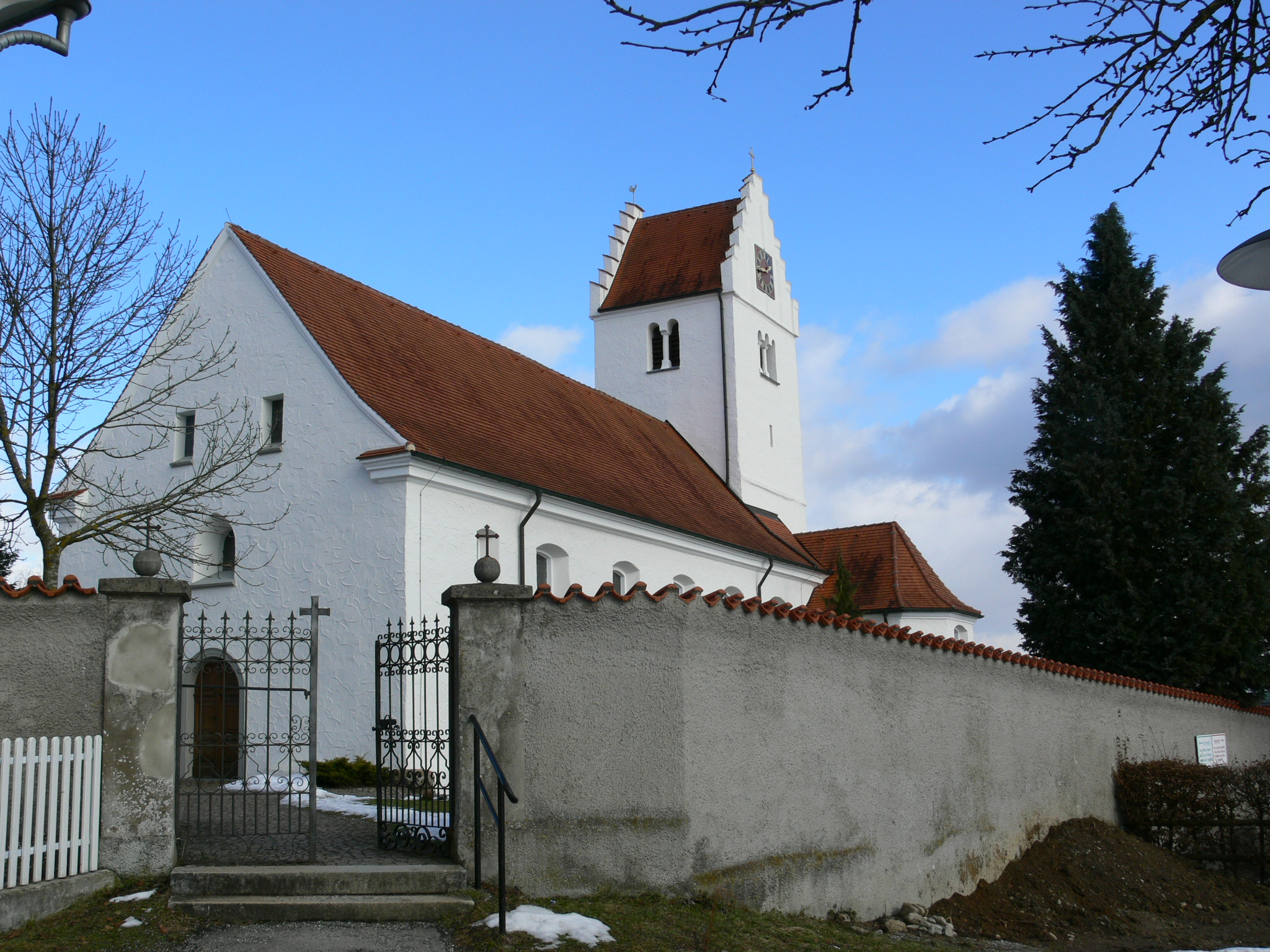
St. Gangolf in Wolpertswende

Die römisch-katholische Pfarrkirche St. Gangolf steht in Wolpertswende, einer Gemeinde im Landkreis Ravensburg in Baden-Württemberg. Sie gehört zum Dekanat Allgäu-Oberschwaben der Diözese Rottenburg-Stuttgart. Das Bauwerk ist beim Landesamt für Denkmalpflege Baden-Württemberg als Baudenkmal eingetragen.

## Geschichte
Das eher seltene Patrozinium St. Gangolf weist auf eine fränkische Gründung hin. Älteste Teile des Turmfundaments stammen aus dem 12. Jahrhundert, also aus romanischer Zeit. In der Zeit des Barock wurden an den Chorturm auf drei Seiten kleeblattförmig Chöre angebaut, so dass der Grundriss nun eine Kreuzform hat. Ende des 19. Jahrhunderts erhielt die Kirche Altäre des Bildhauers Moriz Schlachter im Stil der Neorenaissance.

## Beschreibung

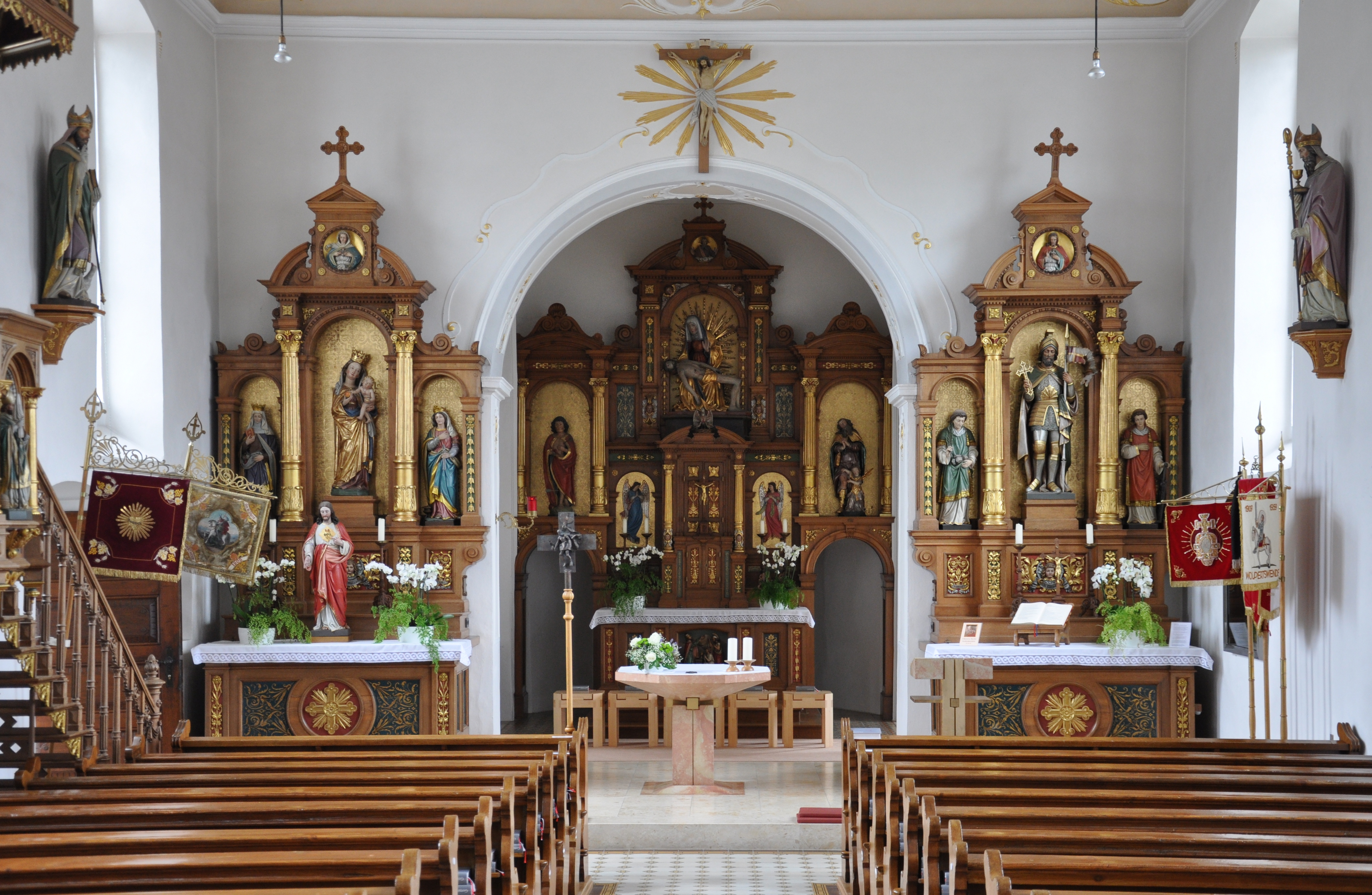
Blick zum Chor

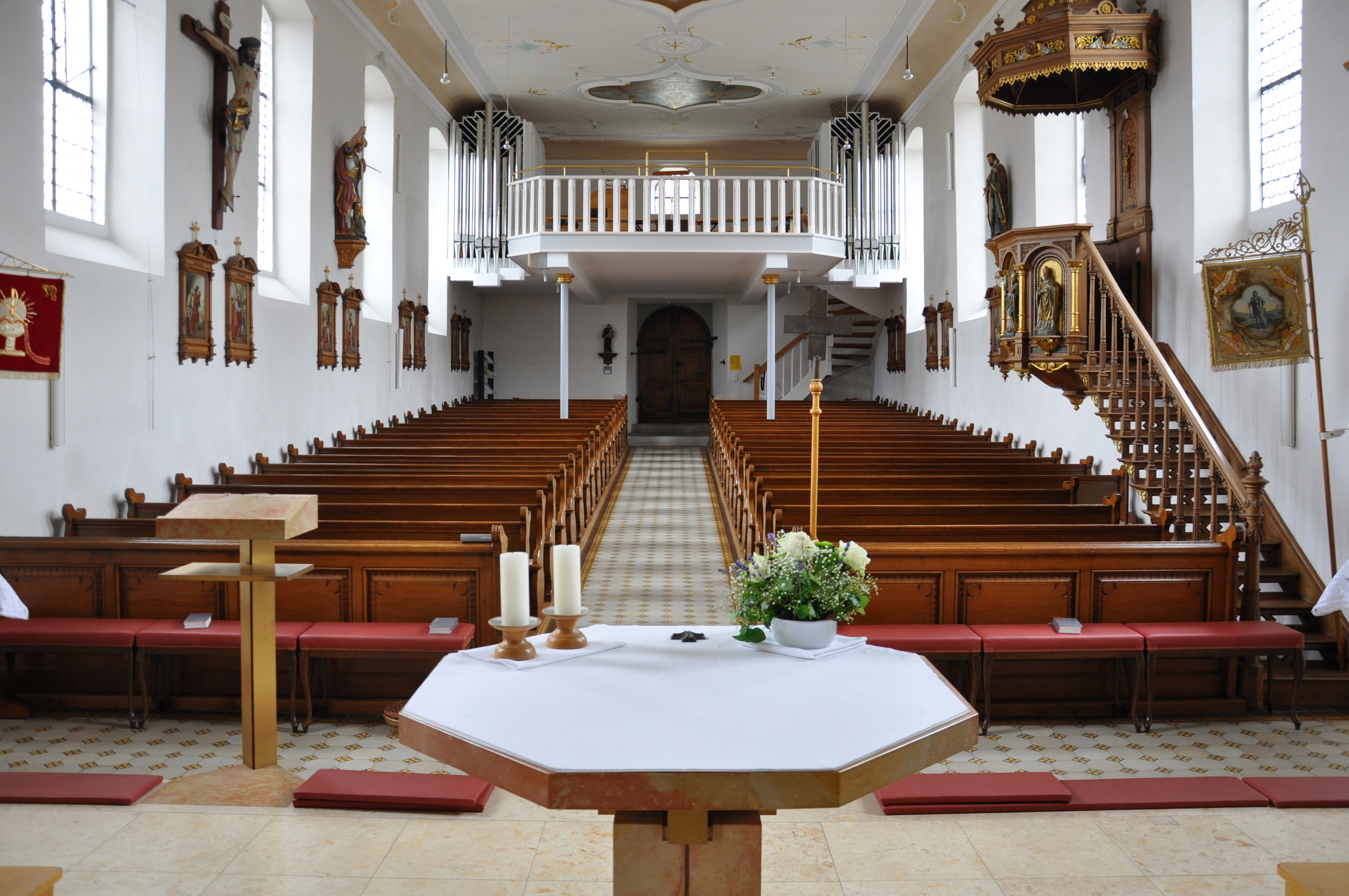
Blick zur Orgel

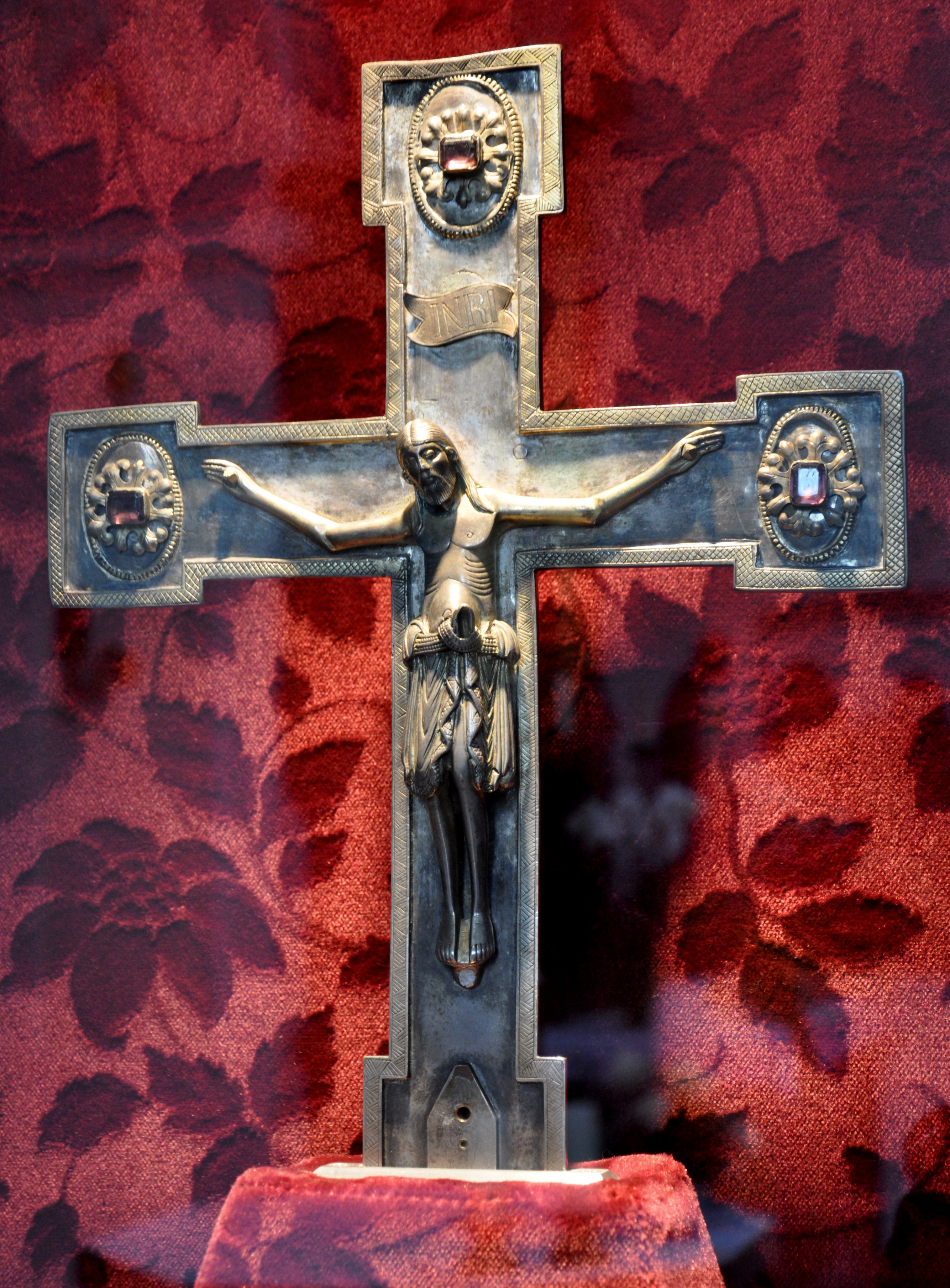
Gangolfskreuz

Die Kreuzkirche besteht aus dem um 1792 nach Westen verlängerten Langhaus und dem eingezogenen, dreiseitig geschlossenen Chor im Osten, zwischen denen ein Querschiff eingefügt ist. 
Über der Vierung erhebt sich der Kirchturm, dessen Erdgeschoss aus dem 13. Jahrhundert stammt. Sein später aufgestocktes oberstes Geschoss beherbergt hinter den als Biforien gestalteten Klangarkaden den Glockenstuhl, in dem sechs Kirchenglocken hängen. Darauf wurde quer ein Satteldach zwischen Staffelgiebeln gesetzt, in denen sich die Zifferblätter der Turmuhr befinden.
| Glocke | Name            | Gießer                             | Gussjahr | Gewicht | Schlagton |
| ------ | --------------- | ---------------------------------- | -------- | ------- | --------- |
| 1      | Dreifaltigkeit  | Glockengießerei Gebhard, Kempten   | 1963     | 1250 kg | es′       |
| 2      | Maria           | Glockengießerei Gebhard, Kempten   | 1963     | 850 kg  | f′        |
| 3      | Wetterglocke    | Claude Rosier                      | 1631     | 530 kg  | g′        |
| 4      | Gangolf         | Glockengießerei Grüninger, Neu-Ulm | 1951     | 380 kg  | b′        |
| 5      | Sterbeglocke    | Glockengießerei Gebhard, Kempten   | 1961     | 240 kg  | c″        |
| 6      | Heilige Familie | Glockengießerei Gebhard, Kempten   | 1961     | 130 kg  | es        |

Besonders wertvoll ist das in einer Vitrine gezeigte romanische Gangolfskreuz aus vergoldeter Bronze aus der Zeit um 1130. Zur Kirchenausstattung gehören auch die Darstellungen der Heiligen Sippe von Daniel Mauch und einer Muttergottes von Hans Multscher. 
Die Orgel auf der erneuerten Empore wurde 2009 von Orgelbau Wiedenmann errichtet. Sie verfügt über 17 Register auf zwei Manualen und Pedal.
Disposition:
| I Hauptwerk C–g3 |       |
| Prinzipal        | 8′    |
| Rohrflöte        | 8′    |
| Octave           | 4′    |
| Doublette        | 2′    |
| Mixtur 4 fach    | 1⁄13′ |
| Trompete         | 8′    |
| Tremulant        |       |

| II Schwellwerk C–g3 |        |
| Gedeckt             | 8′     |
| Blockflöte          | 4′     |
| Nasard              | 2 ⁄3′  |
| Waldflöte           | 2′     |
| Terz                | 1 3⁄5′ |
| Larigot             | 1 ⁄3′  |
| Oboe                | 8′     |
| Tremulant           |        |

| Pedal C–d1  |     |
| Subbass     | 16′ |
| Oktavbass   | 8′  |
| Trompetbass | 8′  |

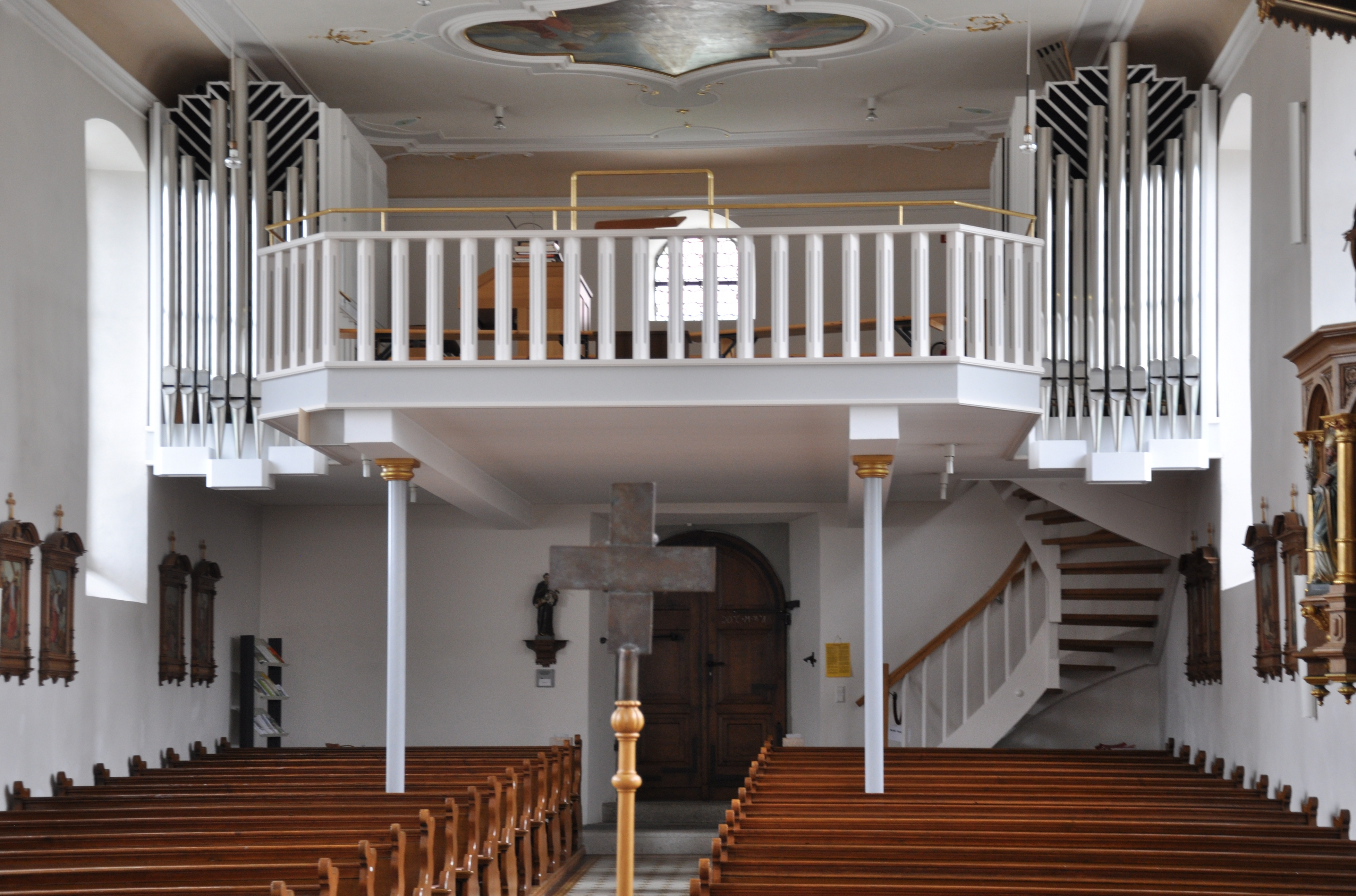
Empore mit Orgel

- Koppeln: Hauptwerk – Schwellwerk, Pedal – Hauptwerk, Pedal – Schwellwerk

## Nachweise
1. ↑  youtube.com: Wolpertswende, Die Glocken der Pfarrkirche St. Gangolf (Angaben im Video)
2. ↑  Orgel Databank: Wolpertswende, Katholische Pfarrkirche Sankt Gangolf

Koordinaten: 47° 53′ 38,4″ N, 9° 36′ 47,4″ O